# Јеврејско гробље у Сарајеву
Јеврејско гробље у Сарајеву смештено је у југозападном делу Сарајева, у пределу Ковачића и Дебелог Брда. Цели комплекс се простире на површини од 31.160 м2. О настанку и развоју гробља до 16. века нема поуздане документације, али се на основу података протокола Јеврејске општине, 1630. године може узети као година оснивања овог гробља.
Гробље је настало у средњевековну некрополу стећака на локалитету Борак уз стари каменолом на Шаторији из кога је вађен камен како за средњевекоквне стећке, тако и за јеврејске надгробнике. Сефарди на овом простору стварају јединствене надгробнике, каквих, по њиховим домоморфним облицима и симболичкој мотивици, нема међу јеврејским споменицима нигде на свету. У склопу гробља налазе се и гробљанска капела, спомен-костурница из 1952. године, споменик жртвама усташког терора, ашкенаска костурница из 1962. године, спомен-костурница уз ашкенаску костурницу, чесма и ограда. Све заједно као гробљанска целина је проглашено Националним споменик Босне и Херцеговине 2. септембра 2004. године.

Најстарији сачувани надгробни споменик на овом гробљу припада првом сарајевском рабину. На прсима његовог стећка пише:
Самуел Барух, 1963-1650. Надгробни камен праведника.
Поред њега, испод 3.850 споменика почивају породице: Абинун, Албахари, Алтарац, Атијас, Барух, Данити, Данон, Финци, Гаон, Кабиљо, Кајон, Калдерон, Камхи, Катан, Конфорти, Кунорти, Леви, Маестро, Монтиља, Овадија, Озмо, Пардо, Песах, Пинто, Салом, док највећи и најтежи споменик припада покојном Самуелу Пинти.